# سیارک ۲۷۲۹۱
سیارک ۲۷۲۹۱ (به انگلیسی: 27291 Greghansen، نامگذاری:2000AV129)۲۷۲۹۱مین سیارک کشف شده‌است که در ۰۵ ژانویه ۲۰۰۰ کشف شد.